# Pietro Ramazzini
Pietro d’Alcántara di San Antonio Ramazzini OCD, auch Antonio Ramazzini (* 14. Juni 1760 in Modena, Herzogtum Modena und Reggio; † 9. Oktober 1840) war ein italienischer römisch-katholischer Bischof in Indien.
Ramazzini legte am 29. November 1781 die Profess bei den Unbeschuhten Karmeliten ab. Papst Pius VI. ernannte ihn am 9. Juni 1794 zum Apostolischen Vikar von Groß Mogul und Titularbischof von Antiphellus. Am 25. November 1795 spendete Luigi Pianazzi, Apostolischer Vikar von Malabar, ihm die Bischofsweihe. Papst Pius VII. änderte 1820 den Namen des Apostolischen Vikariats in Bombay.